# Планета (кінотеатр, Хмельницький)
Кінотеатр «Планета» (місто Хмельницький, вул. Подільська, 39) розміщується у будівлі колишнього пожежного депо. Пам'ятка архітектури місцевого значення.

## Історія
Проект спорудження на розі Соборної та Подільської (тоді Карла Лібкнехта і Карла Маркса) будівлі міської пожежної команди був розроблений архітектором Гнатом Чекірдою та затверджений ще наприкінці 1946 року. Але через повоєнну скруту та брак коштів будівництво розпочалося лише в 1951 році. Спочатку знесли чотири старих будинки — два одноповерхових і два двоповерхових (перший належав деревокомбінату, а другий — «Межстройлеспромсоюзу»), а вже згодом, до 1954 року, на їхньому місці вимурували будівлю пожежного депо з оглядовою вежею (каланчею).
Після спорудження нового пожежного депо в будівлі було влаштовано склад «Укроптгалантереї», а в 1980-х роках після реконструкції тут відкрито дитячий кінотеатр «Планета». Також у будівлі розміщена фірма «Кіновідеопрокат». І пам'ятка, і розташовані в ній заклади культури перебувають в управлінні Хмельницької обласної ради.
У 2004 році на вежі встановлено годинник з боєм, який щогодини виконує музичний фрагмент з пісні «Проскурівський вальс» (композитор Іван Пустовий) та відбиває години ударами дзвону. Звучання дзвонів — електронна імітація.

## Архітектура
Будівля пожежного депо завдяки елегантній архітектурі каланчі, що нагадує вежі ратуш минулих століть, яскраво підкреслила центральне перехрестя міста. На сьогодні ця споруда є одним із найкращих зразків архітектури міста Хмельницького 1950-х років.
Будівля зведена у притаманному 1940-1950-м рокам класичному стилі, складається з основного корпусу депо та дозорної вежі (каланчі). Корпус депо двоповерховий, цегляний, тинькований, у плані виокремлюється центральна прямокутна частина та бічні великі Г-подібні крила. На південно-східному куті у межах загального плану корпусу збудована семиярусна дозорна вежа (каланча). Останній, сьомий ярус, менший за об'ємом, зроблений у вигляді надбудови, має балкон (оздоблений балюстрадою) для спостереження. Головний фасад центральної частини депо поділений пілястрами на чотири однотипних площини, кожна з яких на другому поверсі має здвоєні напівциркульні вікна, а на першому були влаштовані прямокутні арки виїздів для пожежних машин. Фриз фасаду центральної частини завершує балюстрада. Кути будівлі та розкріповок фасадів на рівні першого та другого поверхів прикрашені рустом. Елементи декору підкреслено пофарбуванням.
У 2017 році на приміщенні кінотеатру «Планета» хмельничани побачили величезний монітор.

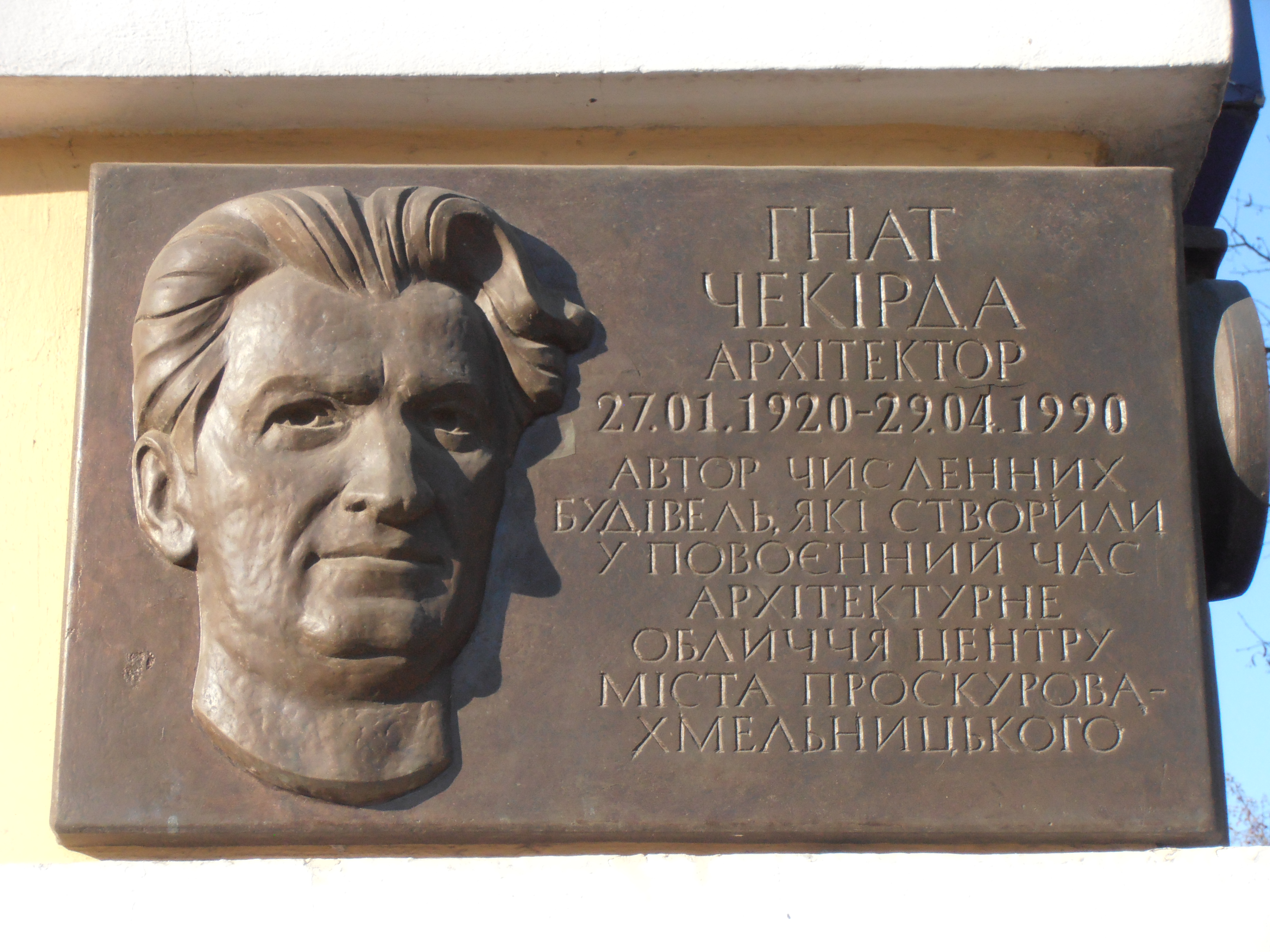
Меморіальна дошка архітектору Гнату Чекірді

## Вшанування архітектора Гната Чекірди

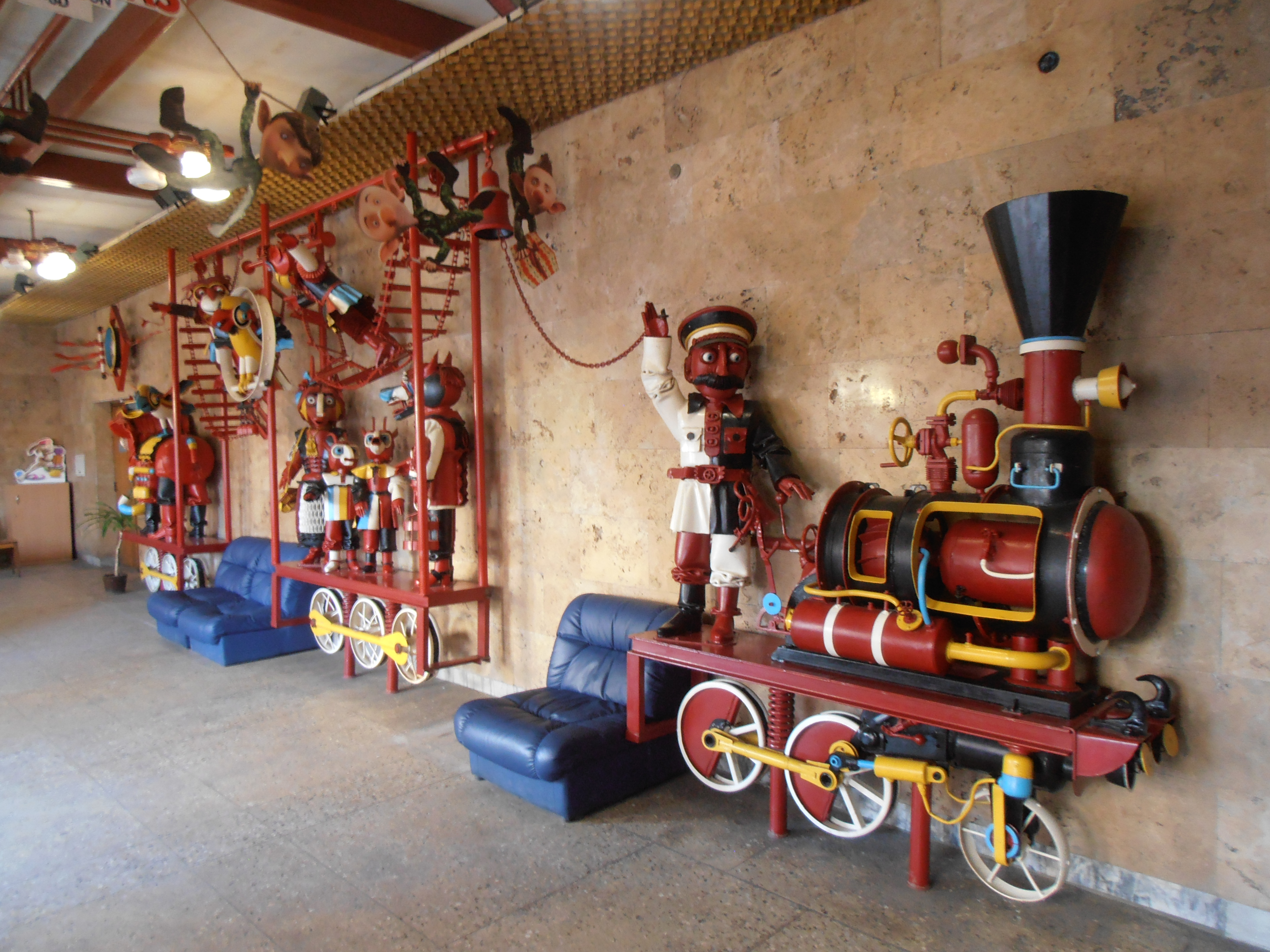
«Веселий потяг». Металева скульптурна композиція у фоє кінотеатру

На розі оглядової вежі в червні 2013 року Хмельницькою обласною організацією Національної спілки архітекторів України та виконкомом Хмельницької міської ради встановлено меморіальну дошку на честь Гната Петровича Чекірди (1920—1990), який спроектував цю та інші будівлі у м. Хмельницькому.

## Скульптурна композиція «Веселий потяг»
У фоє кінотеатру розміщена оригінальна скульптурна композиція «Веселий потяг», створена у 1989—1991 роках. Автор — народний художник України Микола Мазур. Унікальною її робить парадоксальне поєднання яскравих, пластичних форм з матеріалом (конструкційна сталь, відходи металу) і авторською технікою (пластична деформація, добирання деталей, що імітують частини тіл та предметів, зварювання).

## Жакемар на вежі кінотеатру
У грудні 2019 року на вежі кінотеатру встановили рухому фігурку в вигляді чоловіка. Жакемар чотири рази на день вигравав «Проскурівський вальс».